# ミミズハゼ
ミミズハゼ（蚯蚓鯊）は、ミミズハゼ属（Luciogobius）に分類されるハゼの総称。狭義にはその中の一種 Luciogobius guttatus の和名である。
和名どおりミミズのような形をしたハゼで、日本では河口や海岸などで見られる。ミミズハゼ属魚類にはコマハゼ属が含まれることもあるが、本項目では含まない。

## 概要
ミミズハゼ属Luciogobiusは、日本を含む東アジアに分布し、特に日本はその多様性が高い。計16種有効種が知られるが、そのうち15種は日本に分布し、さらに多くの未記載種の存在がこれまでに多くの文献で示されている。本属魚類は比較的小型のハゼ科魚類群であり、小型種で全長4センチメートルほど、大型種で全長10センチメートルほどである。その形態は和名どおりミミズのような細長い円筒形で、頭部は縦に押しつぶされる。体に鱗はなく、皮膚はヌルヌルした粘液で覆われる。本属魚類は鰭が他のハゼ科魚類と比べてやや退縮的な傾向を示し、ハゼ科魚類の多くは第1背鰭と第2背鰭の2つ（マハゼなど）、またはその２つが鰭膜で癒合した鰭底の長い1つの背鰭（ワラスボなど）をもつが、本属魚類は第1背鰭をもたない。本属の中には皮弁状の腹鰭をもつ種（多くのハゼ科魚類は吸盤状の腹鰭をもつ）、そもそも腹鰭をもたない種、腹鰭も背鰭も臀鰭も持たない種の存在も知られている。本属魚類はその形態からミミズハゼ種群、イドミミズハゼ種群、オオミミズハゼ種群、ヤリミミズハゼ種群、ナガミミズハゼ種群の5つに大きく分けることができる。本属魚類の体色は種によって、また周囲の環境によって変異に富み、最も容易に見つかるミミズハゼやイソミミズハゼでは濃い緑褐色や黒褐色などであるが、地下水中に生息するイドミミズハゼやドウクツミミズハゼはピンクやベージュに近い体色をしており、アカツキミミズハゼやヒイロナガミミズハゼなどのように濃い赤系の色彩を示す種も知られる。
海岸、河川淡水域および河口などの汽水域に存在する転石下や礫床間隙中に生息する。なかには、地下水中にも生息する種も知られる。長くヌルヌルした体は石や砂粒の間をすり抜けるための適応と考えられる。食性は肉食性で、生息環境に同所的に見られる小さなゴカイやヨコエビなどを捕食する。本属魚類の多くは礫や砂利などの底質基質が生み出す間隙中に潜むため、意図して探さなければその多くは発見できないが、イソミミズハゼやミミズハゼは容易に目にすることができる。イソミミズハゼは干潮時に石をひっくり返すと、ミミズハゼはわずかに満潮時には塩分の影響を受ける様な河川下流域の転石下から見つけることができる。ただし、いずれの種も動きは素早く、すぐに近くの石の下や底質中へ逃げこむ。手で捕えてもわずかな隙間を突いて逃げようとする。なお、泳ぎが素早いので水中では発見や捕獲が難しい。飼育は比較的容易で、ミミズハゼやイソミミズハゼは汽水であれば塩分にこだわりなく飼える。ただし、間隙性の強いナガミミズハゼ種群やヤリミミズハゼ種群は適した隙間の確保できる底質環境をそろえなければ泳ぎ続けた挙句死亡することもある。
一般に利用されることは少ないが、釣り餌や食用として利用される例も存在する。このような利用に際し、転石海岸の波打ち際の石の隙間に生のイカの足をさし入れ、食いついてくるオオミミズハゼ種群を釣り針も使わずに釣り上げる漁法が発展した地域も存在する。
産卵期は春で、この時期にはオスの頬が左右に張り出すものが多いとされるが、その生態はわかっていない種がほとんどである。仔稚魚の出現時期から、秋に繁殖を行う種もいると推定されている。繁殖期、メスは肥大した卵巣が透けて白色や朱色みを帯びる。多くのハゼ類と同様に、石の下などに産卵し、卵が孵化するまでオスが卵を保護する種の存在が知られている。本属にはミミズハゼやイソミミズハゼ、およびミナミヒメミミズハゼといった河川内でみられる種もいるが陸封種は知られておらず、孵化した稚魚は一旦海へ下り、体長1センチメートルくらいまで成長した後に再び汽水域へ戻ってくる両側回遊型の生活史をもつ。

## 分類
以前はコマハゼ属Inuの魚類（コマハゼInu koma・アマハゼI. ama・ヒゲミミズハゼI. saikaiensis・クロコマハゼInu sp.など）を本属に含める説もあったが、分子系統解析などの結果からコマハゼ類はシロクラハゼ属Astrabeやセジロハゼ属Clarigerに近縁と考えられている。一方で本属の単系統性には議論があり、分子系統解析ではゴマミミズハゼ・ダイダイイソミミズハゼとされる種が本属ではなくコマハゼ属・シロクラハゼ属・セジロハゼ属との姉妹群を形成する結果が得られている。

## おもな種類
イドミミズハゼやドウクツミミズハゼを除けば外見はどれもよく似ている。日本に分布するミミズハゼ類は十数種類とされている が、それらの種分化についてはまだ研究が進んでいる最中で、将来的には20種類を超えるとも云われる。
ミミズハゼ Luciogobius guttatus Gill, 1859
全長8センチメートルほど。日本全国に分布し、日本以外でも中国から朝鮮半島、沿海地方まで分布する。
オオミミズハゼ Luciogobius grandis Arai, 1970
全長は10センチメートルに達し、ミミズハゼ類の中では最大種。日本全国に分布する。
イドミミズハゼ Lucigobius pallidus Regan, 1940
全長7センチメートルほど。体色はピンク色で、目が退化している。分布域は西日本各地に点在し、河口域の砂の中で生活している。和名は海岸近くの井戸から採集されたことに由来する。記録された地点は多いが地下生活をするので生態や個体数は謎が多い。
準絶滅危惧（NT）（環境省レッドリスト）
ドウクツミミズハゼ Luciogobius albus Regan, 1940
全長5センチメートルほど。イドミミズハゼに似ているが、頭が大きい。1931年に島根県中海の大根島の溶岩洞で発見され、その後1970年と2005年に長崎県五島市でも発見されたが、今のところ他の記録が無い。記録が少ない上に生息地の環境悪化も重なっており、Critically Endangered（IUCNレッドリスト）・絶滅危惧IA類 (CR)（環境省レッドリスト）に指定されている。島根県大根島の場合、1952年（昭和27年）8月に確認されたのを最後に見られなくなり、2003年（平成15年）の調査でも確認されなかったため、島根県の作成したレッドデータブック上では「絶滅」に分類されている。
ユウスイミミズハゼ Luciogobius fontigola Kanagawa,Itai and Senou, 2011
全長は3.5 - 5センチメートルほど。静岡県安部川および大井川、三重県銚子川、和歌山県古座川にのみ発見例があり、河川下流域に生息する。
準絶滅危惧（NT）（環境省レッドリスト）
ナガレミミズハゼ Luciogobius fluvialis Kanagawa,Itai and Senou, 2011
全長は4 - 6センチメートル。黄色味を帯びた透明感のあるミミズハゼで、静岡県安部川、大井川中流域の伏流水や地下水が湧く底に生息する。
準絶滅危惧（NT）（環境省レッドリスト）
ミナミヒメミミズハゼ Luciogobius ryukyuensis Chen,Suzuki and Senou, 2008
全長は5 - 6センチメートルほど。琉球列島と和歌山県の固有種で、絶滅危惧II類 (VU)（環境省レッドリスト）に指定されている。体色は黄色で、河川中流域に生息する。

## 種
以下の日本産の種の分類と和名は、本村 (2020) に従う。
- カワリミミズハゼ Luciogobius adapel Okiyama, 2001
- ドウクツミミズハゼ Luciogobius albus Regan, 1940
- ネムリミミズハゼ Luciogobius dormitoris Shiogaki & Dotsu, 1976
- ナガミミズハゼ Luciogobius elongatus Regan, 1905
- ナガレミミズハゼ Luciogobius fluvialis Kanagawa, Itai & Senou, 2011
- ユウスイミミズハゼ Luciogobius fonticola Kanagawa, Itai & Senou, 2011
- オオミミズハゼ Luciogobius grandis Arai, 1970
- ミミズハゼ Luciogobius guttatus Gill, 1859
- イソミミズハゼ Luciogobius martellii Di Caporiacco, 1948
- イドミミズハゼ Luciogobius pallidus Regan, 1940
- ナンセンハゼ Luciogobius parvulus (Snyder, 1909)
- ヤリミミズハゼ Luciogobius platycephalus Shiogaki & Dotsu, 1976
- ミナミヒメミミズハゼ Luciogobius ryukyuensis Chen, Suzuki & Senou, 2008
- ダイダイイソミミズハゼ Luciogobius yubai Ikeda, Tamada & Hirashima, 2019
- キマイラミミズハゼ Luciogobius sp. 1
- ゴマミミズハゼ Luciogobius sp. 3
- シモフリミミズハゼ Luciogobius sp. 4
- バケミミズハゼ Luciogobius sp. 5
- カマヒレミミズハゼ Luciogobius sp. 6
- ハウチワヤリミミズハゼ Luciogobius sp. 7
- オチョコナガミミズハゼ Luciogobius sp. 8
- ミズヒキナガミミズハゼ Luciogobius sp. 9
- ズングリナガミミズハゼ Luciogobius sp. 10
- イチモンジミミズハゼ Luciogobius sp. 11
- オグロナガミミズハゼ Luciogobius sp. 12
- ホソミミズハゼ Luciogobius sp. 13
- ヒイロナガミミズハゼ Luciogobius sp. 14

このほか日本で記録のない種として、海南島を産地とするLuciogobius brevipterus Chen, 1932がある。

## 参考・引用文献
1. 1 2 3 4 5 6 7 8 9 10 11 12 13 14 15 16 17  渋川浩一・藍澤正宏・鈴木寿之・金川直幸・武藤文人「静岡県産ミミズハゼ属魚類の分類学的検討（予報）」『東海自然誌』第12号、2019年、29–96。
2. ↑  IKEDA, YUJI; TAMADA, KAZUAKI; HIRASHIMA, KENTAROU (2019-08-20). “Luciogobius yubai, a new species of gobioid fish (Teleostei: Gobiidae) from Japan”. Zootaxa 4657 (3):  565–572. doi:10.11646/zootaxa.4657.3.8. ISSN 1175-5334.
3. 1 2 3  明仁・坂本勝一・池田祐二・藍澤正宏「ハゼ亜目」『日本産魚類検索 全種の同定 第三版』2013年、1345–1347頁。
4. ↑  Yamada, Tomohiko; Sugiyama, Tomoshige; Tamaki, Nana; Kawakita, Atsushi; Kato, Makoto (2009). “Adaptive radiation of gobies in the interstitial habitats of gravel beaches accompanied by body elongation and excessive vertebral segmentation” (英語). BMC Evolutionary Biology 9 (1):  145. doi:10.1186/1471-2148-9-145. ISSN 1471-2148.
5. ↑  渋川浩一・藍澤正宏・鈴木寿之「Inu Snyder, 1909 とは何か？ ―コマハゼ属の再定義および関係する砂礫間隙性ハゼ類の放散に関する考察」『東海自然誌』第13号、2020年、79–116頁。
6. ↑  Tomohiko Yamada, Tomoshige Sugiyama, Nana Tamaki, Atsushi Kawakita & Makoto Kato (2009). “Adaptive radiation of gobies in the interstitial habitats of gravel beaches accompanied by body elongation and excessive vertebral segmentation,” BMC Evolutionary Biology, Volume 9, Article number 145.
7. ↑  Froese, Rainer, and Daniel Pauly, eds. (2013). Species of Luciogobius in FishBase. June 2013 version.
8. ↑  Kanagawa, N., et al. (2011). Two new species of freshwater gobies of the genus Luciogobius (Perciformes: Gobiidae) from Japan. Bull Kanagawa Prefect Mus (Nat Sci) 40, 67-74.
9. ↑  本村浩之『日本産魚類全種目録 これまでに記録された日本産魚類全種の現在の標準和名と学名』鹿児島大学総合研究博物館、2020年、158-159頁。